# Necolio concavus
Necolio concavus là một loài tò vò trong họ Ichneumonidae.